# 莱瓦贾
莱瓦贾（希臘語：Λιβαδειά）是希腊中希腊大区维奥蒂亚专区的市镇及该专区的首府。地处雅典西北方130公里处的一个山谷中，周围群山环绕。市镇面积为694平方公里，2021年人口数量为29,379人。

## 市镇
现今的莱瓦贾市镇是在2011年地方政府改革中设立的，由原5个市镇合并而成，而原市镇则成为新市镇的5个市区。莱瓦贾市区（即原莱瓦贾市镇）的面积为166.691平方公里，2021年人口数量为22,547人。

## 人口数据
| 年份 | 同名城镇 | 同名市区 | 整个市镇 |
| ---- | -------- | -------- | -------- |
| 1991 | 23,295   | -        | 28,110   |
| 2001 | 24,061   | 24,769   | 29,995   |
| 2011 | 26,193   | 26,779   | 31,315   |
| 2021 | 22,113   | 22,547   | 29,379   |